# Våtsumpsmörjning
Våtsumpsmörjning är ett system för smörjning av fyrtaktsmotorer där motoroljan lagras i ett oljetråg direkt under vevhuset. Returflödet av motorolja kan på så sätt återgå till oljetråget endast med hjälp av gravitationen. Oljepumpens enda uppgift är, till skillnad från vid torrsumpsmörjning, att bygga upp oljetrycket i motorn.
Främsta fördelen med våtsumpsmörjning är att konstruktionen är enklare och billigare både i tillverkning och i drift.
Främsta nackdelarna med systemet är att motorblocket blir större i omfång och att motorn måste placeras med oljetråget nedåt.
De flesta moderna motorer för bilar och motorcyklar använder våtsumpsmörjning.